# 結婚してシマッタ!
『結婚してシマッタ!』（けっこんしてシマッタ）は、1988年6月29日から同年8月17日まで、TBS系列の水曜ドラマ（毎週水曜日21:00 - 21:54）で放送されたテレビドラマ。全8回。

## 概要・あらすじ
小早川信孝は写真週刊誌「マンデイ」の契約記者で、見栄っ張りで金銭感覚がルーズ。ハウスマヌカンをしている妻の美智も金銭にルーズで、共にクレジットカード地獄に陥り、遂には美智が信孝にひどく怒られ、友人の家へ身を寄せてしまう。信孝は美智を迎えに行くが、そんな時偶然車中でのプロ野球選手の不倫現場に出くわし、これをスクープ。信孝はこの時の相手の美女を追って行ったが、後にこの美女がマンデイの出版社「夢想社」の社長・鯨岡伝次郎の娘・昭子とわかり仰天。しかし信孝は、鯨岡社長と昭子に見初められ、やがて逆玉の輿に乗って信孝は重婚状態に…。
女性に対しだらしなく甘い信孝が、数々の修羅場を潜り抜け、次第に幸せとは何かを見付け出すそのサクセスを喜劇タッチに描いたコメディドラマ。

## キャスト
- 小早川信孝：陣内孝則
- 鯨岡昭子：黒木瞳
- 小早川美智：かたせ梨乃
- 鯨岡伝次郎：丹波哲郎
- 井戸義一（マンデイ編集長）：室田日出男
- 高見佑子：中村あずさ
- 夏木リエ：岡安由美子
- 晴明（伝次郎の運転手）：内藤剛志 - 第7話で美智との縁談が持ち上がる。
- 種村さやか（鯨岡家の家政婦）：ダンプ松本 - 晴明の恋人。
- 家政婦：桜川佳世[2]
- 小沢仁志
- 渡辺正行
- 賀来千香子
- 田村（プロゴルファー）：赤井英和
- 東山：竹中直人
- 伝次郎の秘書：嘉門達夫

## スタッフ
- 企画：元村武
- プロデューサー：見留多佳城、進藤貴美男、山本典助(TBS)
- 脚本：市川森一
- 演出：脇田時三（#1～#3、#6）、杉村六郎（#4、#5、#7、#8）
- 製作：ジー・カンパニー、TBS

## 主題歌
陣内孝則『辛口』（作詞：松本隆　作曲：織田哲郎　編曲：高橋研　レーベル：ポニーキャニオン）